# Le Coffre enchanté
Pour plus de détails, voir Fiche technique et Distribution.
Le Coffre enchanté est un film de Georges Méliès sorti en 1904 au début du cinéma muet.

## Synopsis
Dans une salle médiévale, un magicien montre un coffre vide. Il fabrique un cône en papier, d'où il sort des lapins qu'il met dans le coffre. Il le ferme ; en sortent deux femmes, jusqu'à ce que le coffre monté sur trépied se transforme lui-même en femme allongée, usant d'un éventail. Il la fait redevenir un coffre, sort lui-même du coffre, y fait rentrer les deux dames qui se changent ensuite en valets. Les transformations et les tours de passe-passe se poursuivent. Ils saluent tous à la fin.